# Bella notte
Bella notte is een muziekalbum van André Moss uit 1980. Het album werd geproduceerd door Jacques Verburgt die ervoor bij Moss' albums betrokken was geweest als arrangeur.
Verburgt was bij dit album ook betrokken als componist. De titelsong werd echter geschreven door Henny Vrienten die in ditzelfde jaar zijn debuut maakte bij de band Doe Maar. Deze verscheen ook op een single, maar die bereikte niet de hitlijsten. De elpee stond zes weken in de Nationale Hitparade LP Top met nummer 6 als hoogste notering.

## Nummers
| Nr. | naam                     | duur |
| --- | ------------------------ | ---- |
| A1  | Bella notte              | 3:23 |
| A2  | Moonlight over Acropolis | 2:25 |
| A3  | Lorene                   | 3:14 |
| A4  | Blue eyes                | 2:20 |
| A5  | Sophie fleur             | 3:32 |
| A6  | Curitiba                 | 2:21 |
| A7  | Alicante                 | 2:16 |
| B1  | Love letters in the sand | 2:00 |
| B2  | Fly me to Bali           | 4:05 |
| B3  | Merry go round           | 2:45 |
| B4  | Sadness                  | 3:07 |
| B5  | My sisters watch         | 3:15 |
| B6  | Porto alegre             | 2:54 |
| B7  | Sweet remember           | 2:05 |
| B8  | Purple rose              | 2:17 |